# Marion Donovan
Marion O'Brien Donovan, ameriška izumiteljica in podjetnica, * 15. oktober 1917, Fort Wayne, Indiana, † 4. november 1998, New York. 
Donovanova je najbolj poznana po tem, da je izumila prvo vodoodporno plenico za enkratno uporabo. Za ta izum je bila leta 2015 sprejeta v National Inventors Hall of Fame.

## Mladost in šolanje
Rodila se je leta 1917 v Fort Wayne, Indiana očetu izumitelju, ki je z bratom vodil podjetje v South Bend, Indiana. Oče in stric sta izumila stružnico za izdelavo avtomobilskih zobnikov in cevi za orožje.
Leta 1939 je diplomirala iz angleščine na Rosemont College v Pennsylvaniji. Leta 1958 pa je na univerzi Yale diplomirala še iz arhitekture kot ena od le treh deklet.
Nekaj časa je delala kot urednica revij Harper's Bazaar ter Vogue. Najprej je bila poročena z Jamesom F. Donovanom, kasneje pa se je ločila in se ponovno poročila z Johnom F. Butlerjem, s katerim je imela dva otroka.

## Izumi
Kmalu po drugi svetovni vojni je Donovanova rodila hčerko. Pogosto menjanje plenic je povzročilo njeno nezadovoljstvo. Bombažne plenice so bile za previjanje zamudne in so pogosto puščale. Umazanija na postelji in v okolici jo je spodbudila, da je s šivalnim strojem in kopalniško zaveso sešila vodoodporno plenico. 
Pridobila je štiri patente za plenice ter za plastična držala za plenice, ki so nadomestila klasične varnostne zaponke. Leta 1949 jezačela svoj izum precej neuspešno prodajati, dve leti kasneje pa je patent za milijon dolarjev kupila ameriška korporacija Keko
Donovanova je med leti 1951 in 1996 patentirala kar 20 izdelkov, med njimi številne za ženske praktične pripomočke, pa tudi paket robčkov za čiščenje obraza, aparat za papirnate brisače, kuverto in številne pripomočke za čiščenje zob. Leta 1985 je izumila produkt DentaLoop, zobno nitko v krogu, ki je poenostavila nitkanje.

## Starost in smrt
Marion Donovan je umrla 4. novembra 1998, stara 81 let v bolnišnici Lenox Hill Hospital na Manhattnu v New Yorku.